# TO Palabras-1 (test de observación)
El test TO Palabras-1, es un test que forma parte de un conjunto de cuatro instrumentos concebidos como formas diferentes de intento de medida de la capacidad de observación con clara independencia de los conocimientos académicos o formación cultural del sujeto.

## Características Generales
El autor del test es Fernando Rosel Lana, la administración es individual y colectiva, el test dura 4 minutos, la aplicación es para adolescentes y adultos. La significación del test es la estimación de la capacidad de atención voluntaria, concentración y rapidez de percepción visual. 
La tipificación es en puntuaciones centiles y típicas “S” a partir de muestras escolares y adultos. La observación se considera como la "condition sine qua non": del ver, del percibir, del notar, del darse cuenta de algo, y, por consiguiente, tanto del aprender como del pensar y del actuar eficientes. 
En cuanto a la utilidad, puede administrarse a escolares como profesionales: pedagógicamente y psicológicamente, de valoración o de selección de personal. Puede aportar información como falta de rendimiento, hipótesis de deficiencia de trabajo, problemas afectivos de personalidad, de desmotivación y de desinterés, posibles consecuencias de una baja capacidad de observación.

## Normas de Corrección y Puntuación
La obtención de la puntuación directa (PD) en la prueba es una tarea sencilla. Sin embargo, hay que considerar tanto los aciertos (A= respuestas correctas marcadas por el sujeto) como los errores (E= respuestas incorrectas) con la siguiente formula: 
PD=A-(E/3)
La puntuación directa es igual al número de aciertos menos la tercera parte del número de errores. La Puntuación máxima es de 60 puntos. la tabla “s” se utiliza en el ámbito profesional. 